# 26 fructidor
26 thermidor 26 jour complémentaire
Le sextidi 26 fructidor, officiellement dénommé jour de la bigarade, est le 356e jour de l'année du calendrier républicain.
C'était généralement le 12e jour du mois de septembre dans le calendrier grégorien.